# Monasterio de la Transfiguración
El Monasterio de la Transfiguración (en búlgaro: Преображенски манастир, Preobrazhenski manastir) o el Monasterio de la Transfiguración de Dios (манастир «Свето Преображение Господне», manastir «Sveto Preobrazhenie Gospodne») es un monasterio ortodoxo situado en el desfiladero Dervent del río Yantra . Se encuentra cerca del pueblo de Samovodene, a siete kilómetros al norte de Veliko Tarnovo, en el centro norte de Bulgaria. Es uno de los cinco monasterios estauropégicos de la Iglesia ortodoxa búlgara.
Se cree que el monasterio fue fundado en el siglo XI como un claustro del monasterio de Vatopedi en el Monte Athos. En 1360, cuando Tarnovo fue la capital del Segundo Imperio búlgaro y las tradiciones del hesicasmo eran populares en Bulgaria, se convirtió en un monasterio autónomo por orden del zar Iván Alejandro de Bulgaria. Esta legendariamente vinculada a la caridad de la segunda esposa de Iván Alejandro Sarah (Teodora) y su hijo Iván Shishman, una razón para llamarla también el monasterio de Sara o el monasterio de Shishman.
Después de la conquista otomana de Bulgaria, el monasterio fue saqueado y quemado varias veces por los turcos y finalmente fue destruido por completo. Fue sólo restableció en 1825 por el padre Zoticus del Monasterio de Rila por medio de donaciones. En 1832, un firmán del sultán otomano permitió la construcción de una nueva iglesia monástica, la iglesia fue diseñada por el célebre arquitecto del renacimiento nacional búlgaro Kolyu Ficheto y terminada en 1834. La iglesia en forma de cruz cuenta con tres ábsides, una cúpula única y un nártex cubierto. Los iconos y los frescos de la iglesia principal fueron pintadas por otro artista famoso, Zahari Zograf, que trabajó en el monasterio entre 1849 y 1851, después de terminar su decoración del Monasterio de Troyan. Entre los murales más notables están los del Juicio Final, la Rueda de la Vida, el nacimiento de la Madre de Dios, la Última Cena. Zograf también pintó a los santos Cirilo y Metodio, así como un autorretrato. Además, la iglesia principal fue ricamente decorada en el exterior y un iconostasio tallado en madera y chapados en oro fueron instalados.
Entre 1858 y 1863 Kolyu Ficheto construyó el campanario de siete campanas, los edificios residenciales y la entrada principal, así como la capilla subterránea de San Andrés y la pequeña iglesia de la Anunciación en la parte superior de la misma, con los iconos de Stanislav Dospevski el sobrino de Zahari Zograf.

## Galería

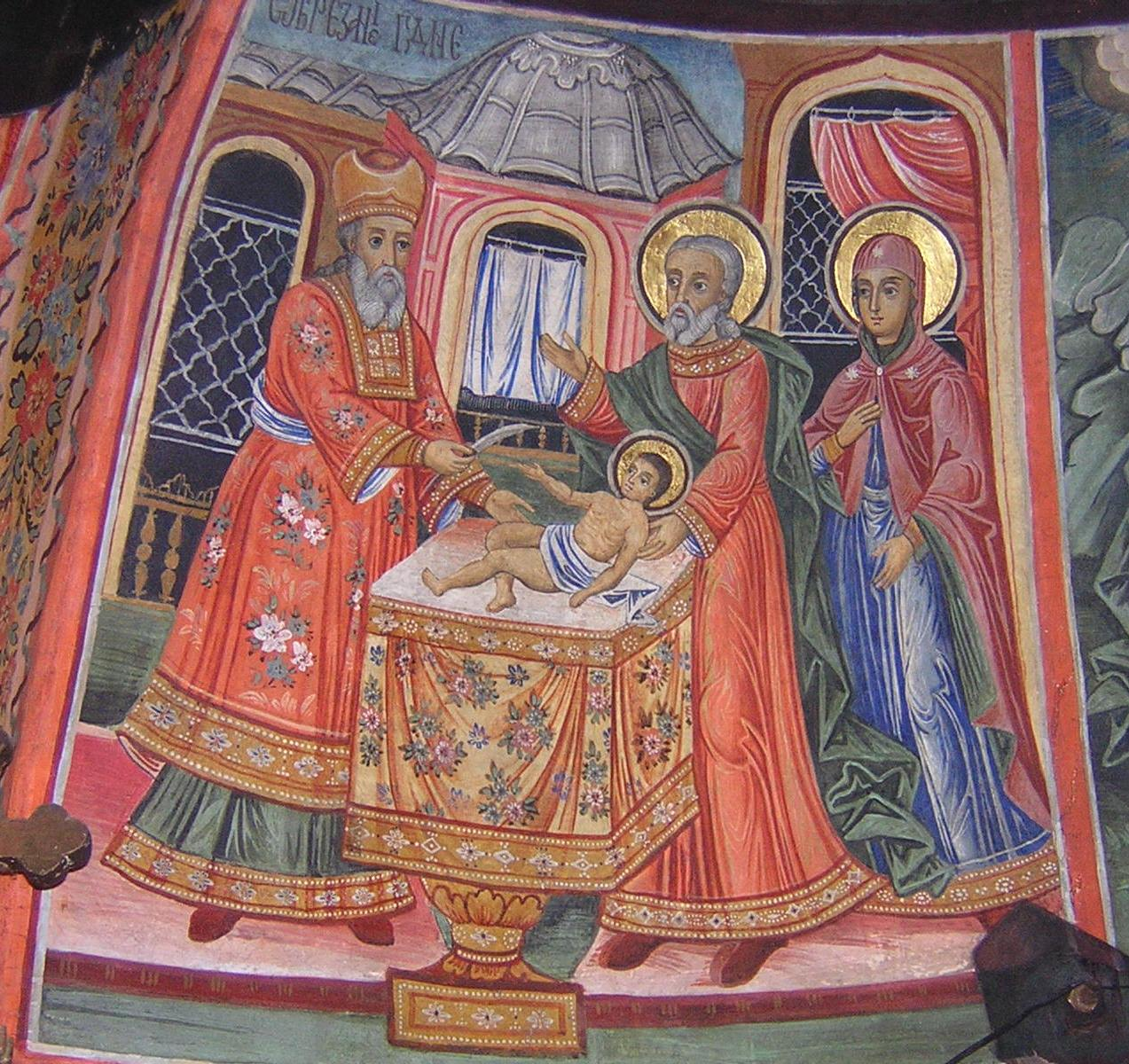
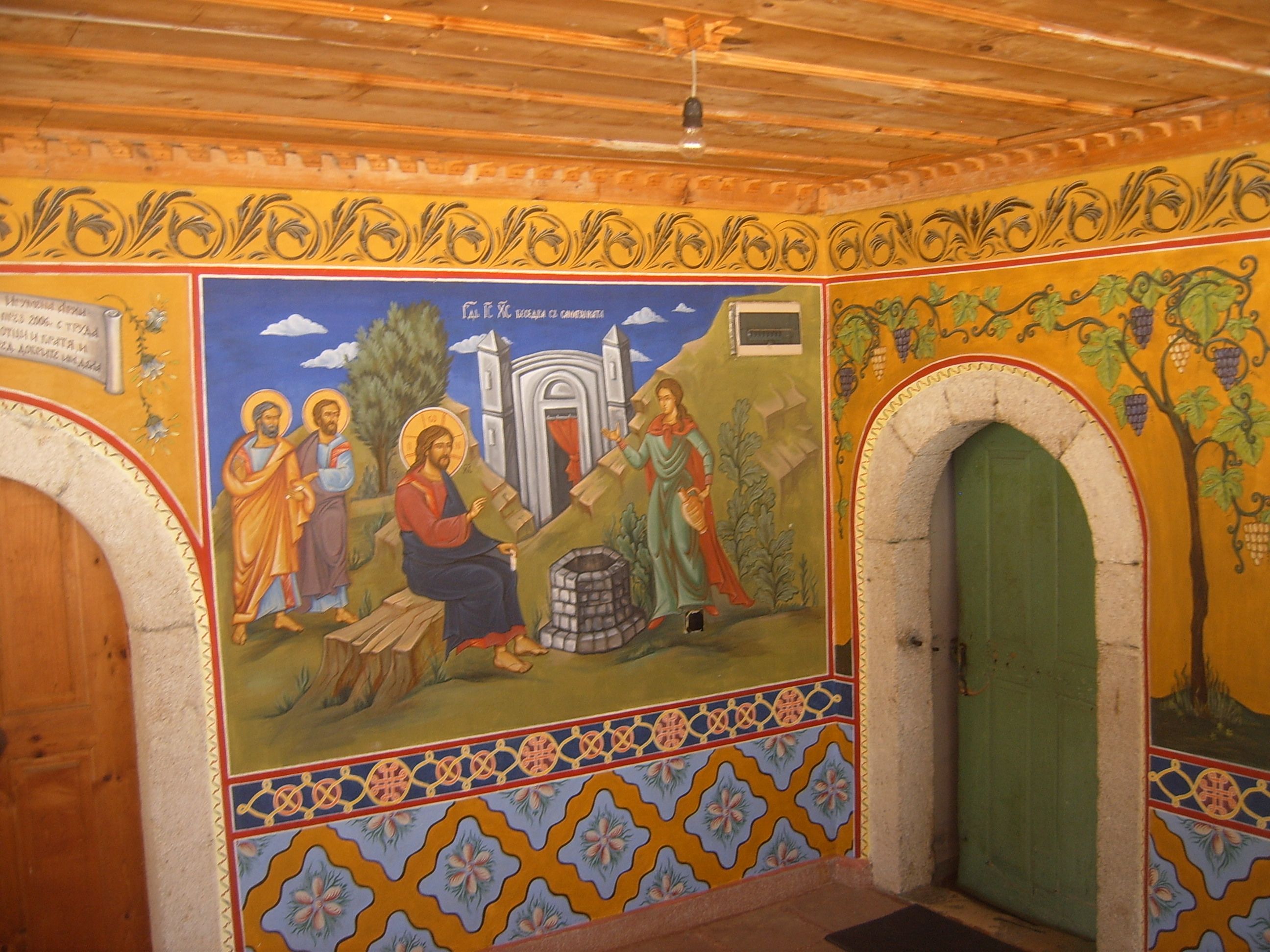
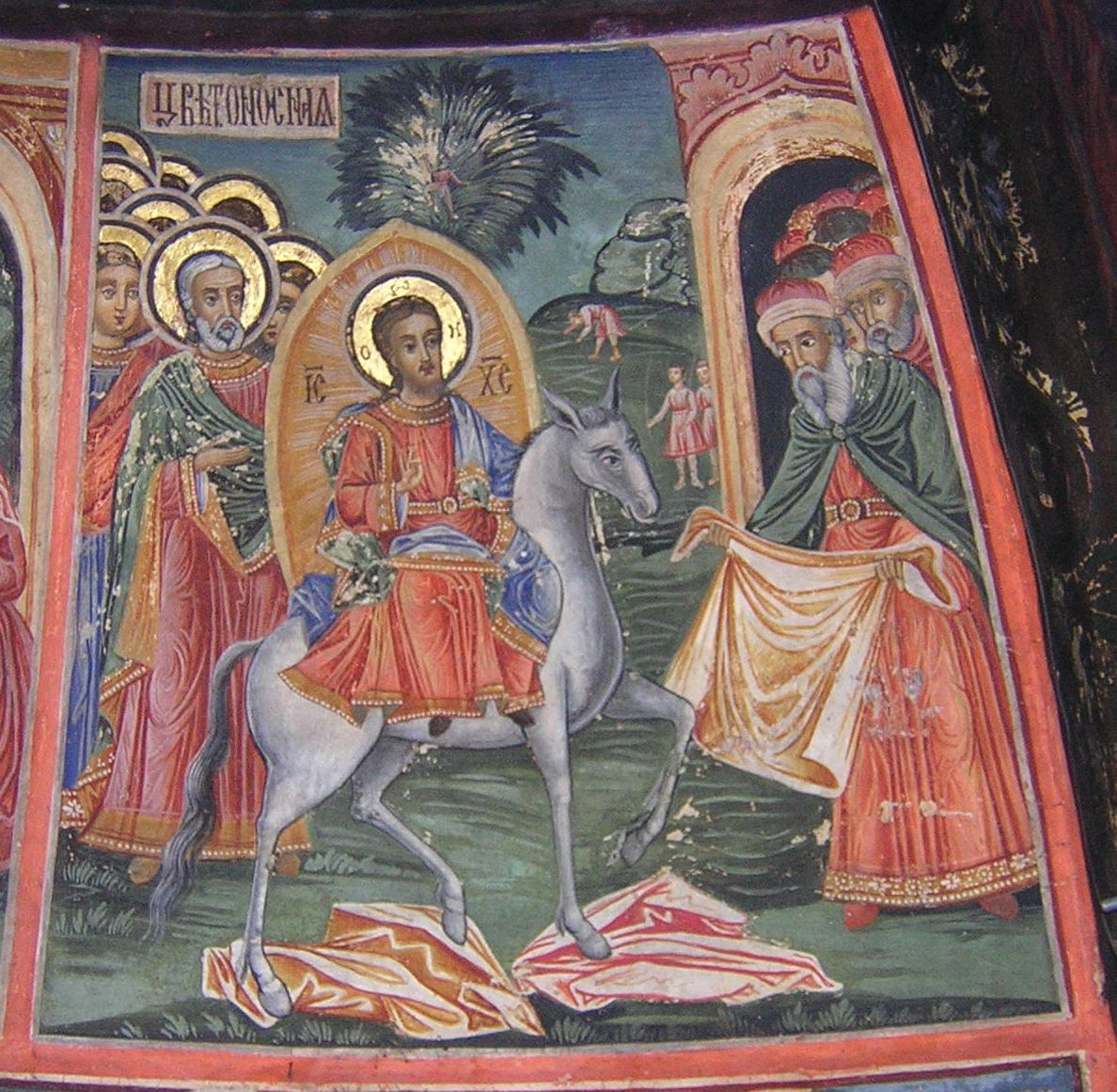
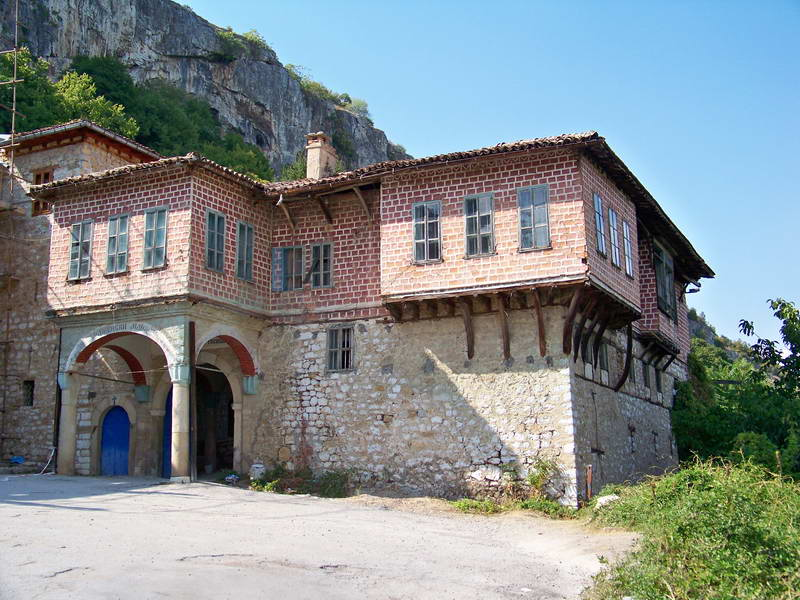
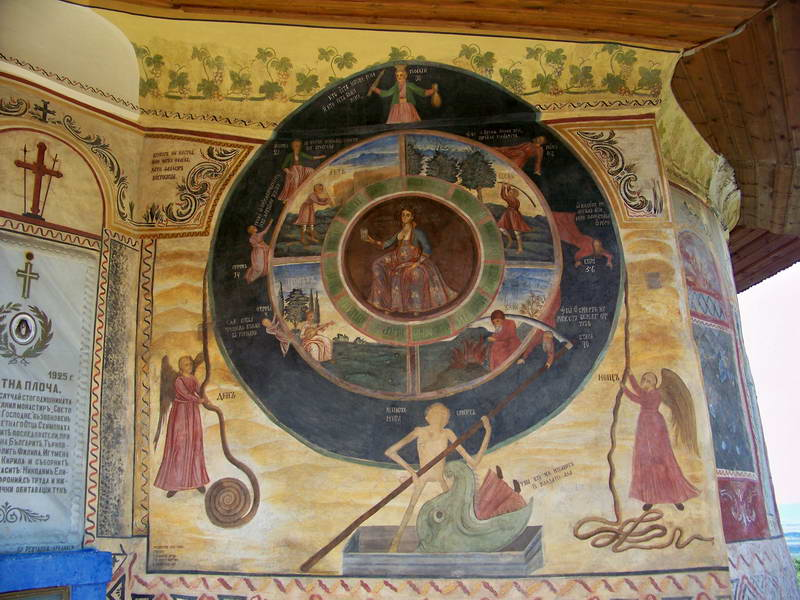
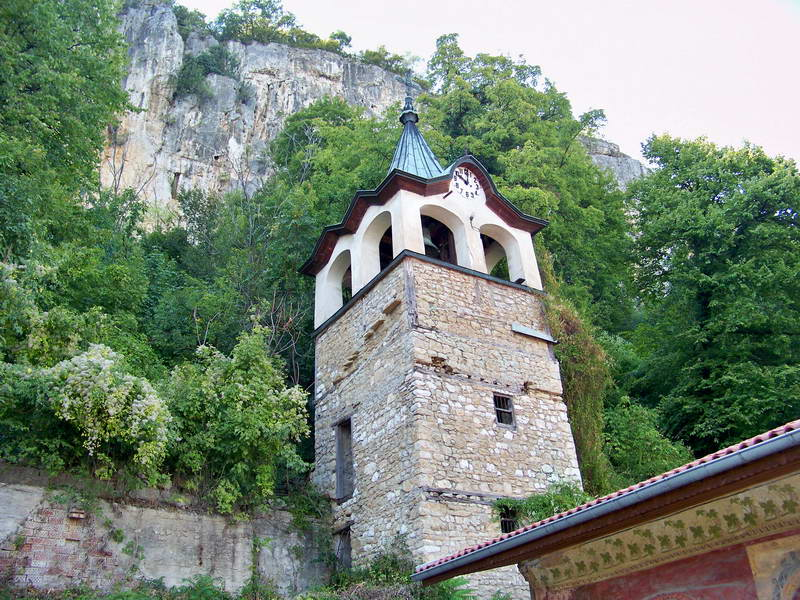
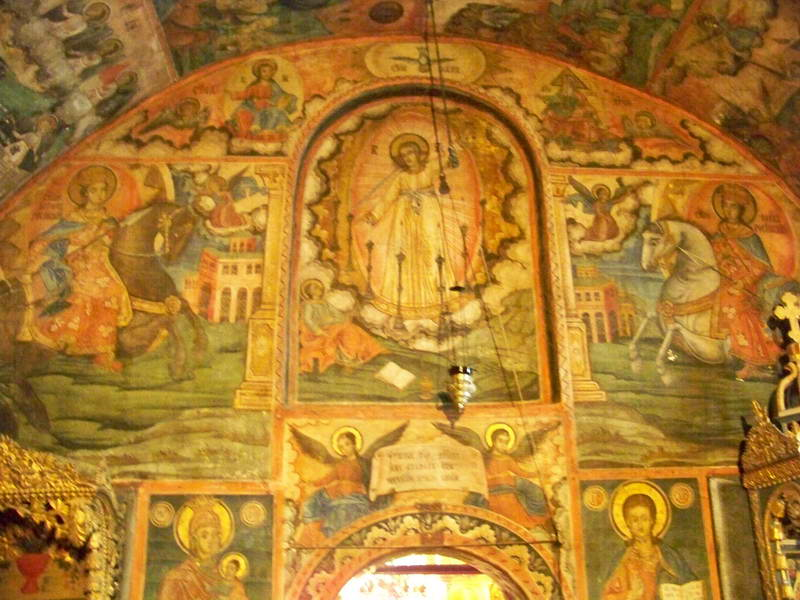
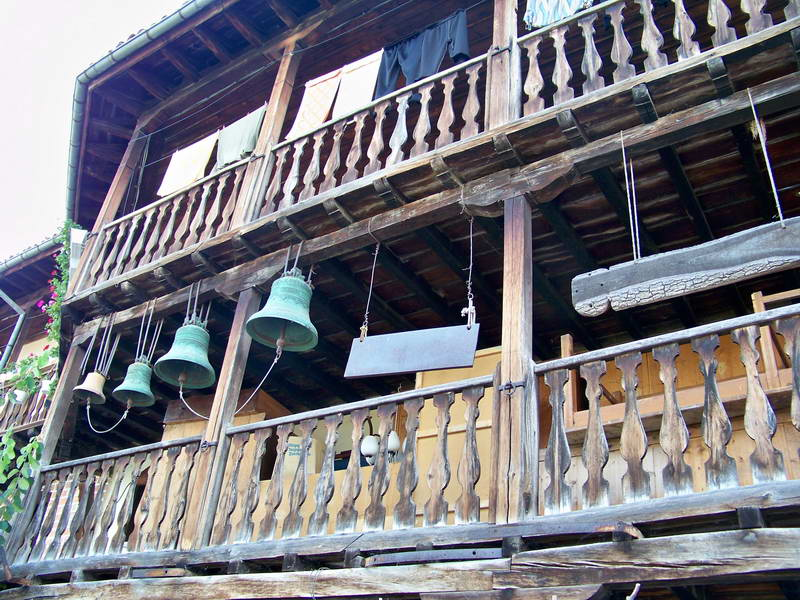
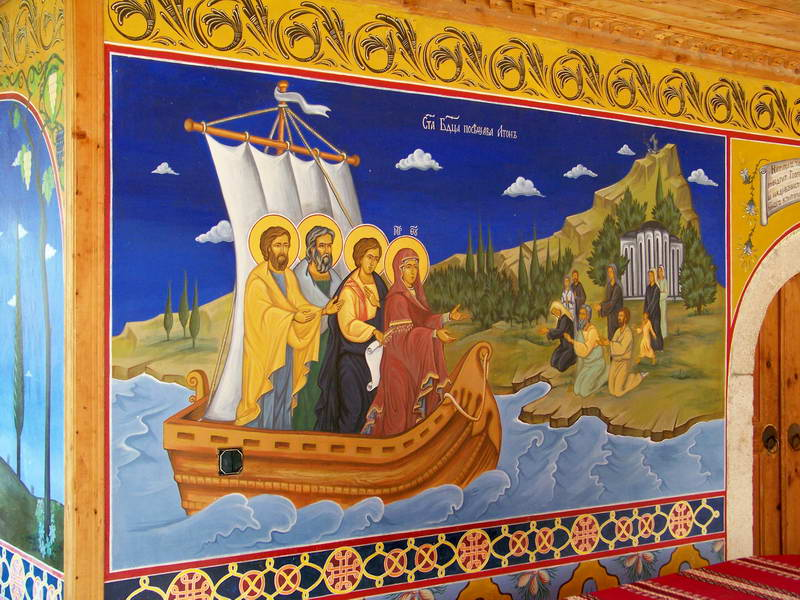
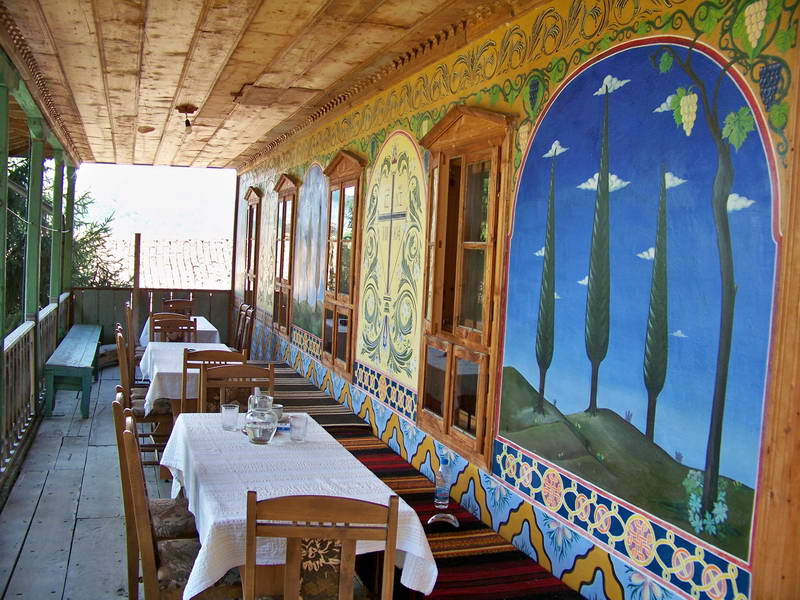
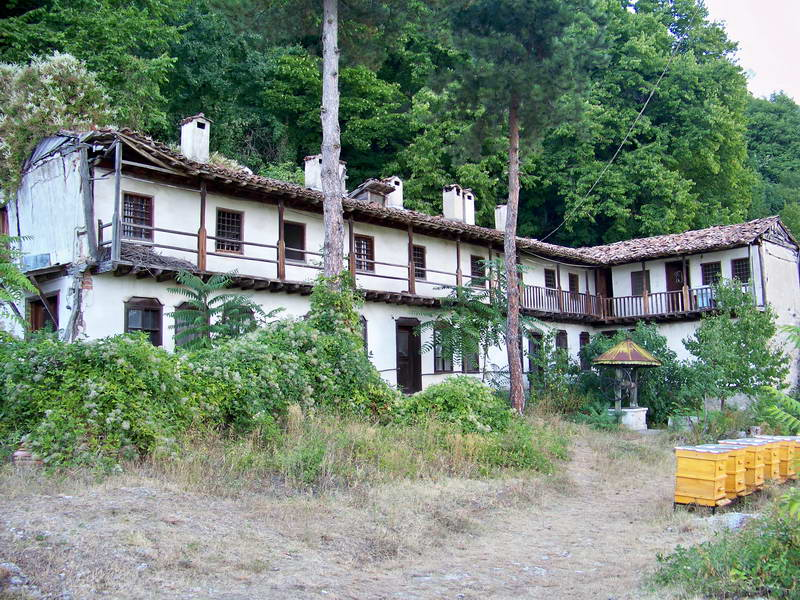

- Wikimedia Commons alberga una categoría multimedia sobre Monasterio de la Transfiguración.